# Medicamento similar
Medicamento similar é o medicamento autorizado a ser produzido após prazo da patente de fabricação do medicamento de referência ou inovador ter vencido, com o mesmo princípio ativo, concentração, forma farmacêutica, via de administração (injetável, oral, tópico etc.), posologia e indicação terapêutica do medicamento de referência registrado na Agência Nacional de Vigilância Sanitária no Brasil ou órgão de federal responsável pela vigilância sanitária. Medicamentos similares são representados através de sua própria marca comercial, diferente dos medicamentos genéricos que são representados pelo princípio ativo. No Brasil esta classe de medicamentos é líder de mercado com 65% do total das vendas.
Segundo a Anvisa um similar é: aquele medicamento que contém o mesmo ou os mesmos princípios ativos, apresenta a mesma concentração, forma farmacêutica, via de administração, posologia e indicação terapêutica, preventiva ou diagnóstica, do medicamento de referência registrado no órgão federal responsável pela vigilância sanitária, podendo diferir somente em características relativas ao tamanho e forma do produto, prazo de validade, embalagem, rotulagem, excipientes e veículos, devendo sempre ser identificado por nome comercial ou marca.
Seu registro só é liberado e publicado pela Anvisa mediante á apresentação dos testes de equivalência farmacêutica e de biodisponibilidade relativa exigidos pelo Ministério da Saúde no cumprimento da Resolução RDC nº 72, de 7 de abril de 2004. No entanto, não é realizado o teste de bioequivalência. Este teste de bioequivalência garante a intercambialidade dos genéricos e devido a isto os medicamentos similares não são intercambiáveis.

## Intercambialidade de medicamentos similares
A partir da RDC 58 de 2014, a ANVISA estabeleceu os procedimentos para a intercambialidade de medicamentos similares com o medicamento de referência. Medicamentos similares podem ser intercambiáveis com seu medicamento de referência, ou seja, o similar pode ser oferecido pelo farmacêutico como uma opção ao medicamento de referência prescrito pelo médico. Apenas os medicamentos com intercambialidade aprovada e comprovada pela ANVISA poderão ser oferecidos na intercambialidade.
A ANVISA mantém uma lista com os medicamentos intercambiaveis mais recente e atualizada, disponível para consulta no site oficial www.anvisa.gov.br ou através deste link.